# Bistrița-Năsăud

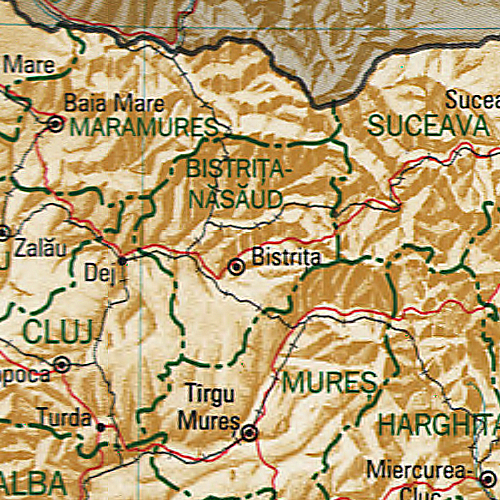
Mapa de Bistrița-Năsăud.

 Bistrița-Năsăud é um judeţ (distrito) da Romênia, na região da Transilvânia. Sua capital é a cidade de Bistrița.

## Demografia
Em 2002, Bistrița-Năsăud possuia população de 311.657 habitantes e densidade populacional de 58/km².

### Grupos étnicos
- Romenos - 90,3%[1]
- Húngaros - 5,9%
- Ciganos - 3,6%

Há também uma minoria de alemães (0,2%) que, devido a migração, tem decrescido.

### Evolução populacional
| \| ano \| população[2] \| \| ---- \| ------------ \| \| 1930 \| 223.527 \| \| 1948 \| 233.650 \| \| 1956 \| 255.789 \| \| 1966 \| 269.954 \| \| 1977 \| 286.628 \| \| 1992 \| 326.820 \| \| 2002 \| 311.657 \| |           |
| ano | população |
| 1930 | 223.527   |
| 1948 | 233.650   |
| 1956 | 255.789   |
| 1966 | 269.954   |
| 1977 | 286.628   |
| 1992 | 326.820   |
| 2002 | 311.657   |

## Geografia
O distrito possui área total de 5.355 km². Um terço da superfície é ocupada por montanhas dos Cárpatos Orientais: os Montes Ţibleş, Montes Rodna, Montes Suhard, Montes Bârgău e Montes Călimani. O restante da superfície é ocupada pela face nordeste da Planície Transilvaniana.
O rio principal que cruza o distrito é o rio Someşul Mare. No rio Bistrița há uma grande represa e um lago.

### Limites
- Suceava a leste;
- Cluj a oeste;
- Maramureş ao norte;
- Mureş ao sul.

## Divisões administrativas
O distrito possui um município, 3 cidades e 56 comunas.

### Municípios
- Bistriţa

### Cidades
- Beclean
- Năsăud
- Sângeorz-Băi

### Comunas
| - Bistriţa Bârgăului - Braniştea - Budacu de Jos - Budeşti - Căianu Mic - Cetate - Chiochiş - Chiuza - Ciceu-Giurgeşti - Ciceu-Mihăieşti - Coșbuc - Dumitra - Dumitriţa - Feldru | - Galaţii Bistriţei - Ilva Mare - Ilva Mică - Josenii Bârgăului - Leşu - Lechinţa - Livezile - Lunca Ilvei - Maieru - Matei - Măgura Ilvei - Mărişelu - Miceştii de Câmpie - Milaş | - Monor - Negrileşti - Nimigea - Nuşeni - Parva - Petru Rareş - Poiana Ilvei - Prundu Bârgăului - Rebra - Rebrişoara - Rodna - Romuli - Runcu Salvei - Salva | - Sânmihaiu de Câmpie - Şieu - Şieu-Odorhei - Şieu-Măgheruş - Şieuţ - Şintereag - Silivaşu de Câmpie - Spermezeu - Şanţ - Târlişua - Teaca - Telciu - Tiha Bârgăului - Uriu | - Urmeniş - Zagra |